# Río Chakan
El río Chakan es un corto río de India, un afluente de la margen izquierda del río Chambal, un afluente del río Yamuna afluente a su vez del río Ganges. El río fluye en dirección sureste y se une al río Chambal en el distrito de Sawai Madhopur. El área de captación del río Chakan comprende los distritos de Sawai Madhopur, Tonk, Bundi y Kota.